# Louis Guilloux

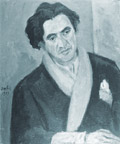
Louis Guilloux

Louis Guilloux (* 15. Januar 1899 in Saint-Brieuc; † 14. Oktober 1980 ebenda) war ein französischer Schriftsteller, der wie seine Freunde André Malraux und Albert Camus eine Literatur des sozialen Engagements vertrat – entsprechend zählte er während der Besatzungszeit zur Résistance. Neben Romanen und journalistischen Arbeiten verfasste der Englischlehrer auch Übersetzungen. Seit 1983 ist nach Guilloux, der selbst einige Auszeichnungen erhielt, der Prix Louis Guilloux benannt.

## Leben und Werk
Louis Guilloux war Sohn eines sozialistisch gesinnten Schusters. Ein Stipendium ermöglichte ihm den Besuch des Gymnasiums. Bereits mit 15 Jahren verfasste er Artikel für Zeitschriften; bald widmete er sich erklärtermaßen der Literatur. Seiner bretonischen Heimatstadt Saint-Brieuc – wo er sich als Lehrer ernährte – blieb er zeitlebens treu. Guilloux habe „kein bißchen Ähnlichkeit mit einem Pariser Literaten“ gehabt, schreibt Pariskenner Ilja Ehrenburg in seinen Memoiren. Er sei bescheiden und von der „obligaten Sucht“ frei gewesen, „ein paar philosophische Haare zu spalten“. Während der Resistance trafen sich in seinem Haus die Widerstandskämpfer.
1924 verheiratete sich Guilloux mit Renée Tricoire. Er war mit den Schriftstellern Max Jacob und André Chamson befreundet; dieser verschaffte ihm Zugang zum Verlag Grasset, in dem 1927 sein erster Roman erscheinen konnte. Nun legte Guilloux in geringen Abständen etliche weitere Romane vor, von denen zumeist Le sang noir (Schwarzes Blut) aus dem Jahr 1935 hervorgehoben wird. Vor der Folie des Ersten Weltkrieges handelt dieses Buch vom Niedergang eines gehänselten und geschnittenen kleinstädtischen Philosophielehrers, aber auch von der Verheizung der Jugend im Militarismus. Sein „Held“ ist an Guillouxs frühen, anarchistisch gesinnten Philosophielehrer Georges Palante gelehnt, den er verehrte. Kindlers Neues Literaturlexikon spricht von „eindringlichen Charakterstudien“; Ehrenburg zählt Schwarzes Blut zu den „besten Romanen der Zwischenkriegszeit“; noch weiter geht Jorge Semprún, der es unter die größten Romane des gesamten Jahrhunderts rechnet. Das Buch, das 1935 fast mit dem Prix Goncourt ausgezeichnet worden wäre, wurde in mehrere Sprachen übersetzt. Marcel Maréchal verarbeitete es zu einem Opernlibretto, das von François Fayt vertont und 2014 unter dem Titel Das schwarze Blut uraufgeführt wurde.
1935 gehörte Guilloux mit Malraux, René Blech, Jean-Richard Bloch und Ehrenburg zu den Hauptorganisatoren des in Paris tagenden internationalen antifaschistischen Schriftstellerkongresses. Ein Jahr darauf reiste er (wie auch Eugène Dabit) unter Leitung André Gides durch die Sowjetunion. Die dabei erlittene Ernüchterung verhinderte Guillouxs Beitritt zur Kommunistischen Partei. Allerdings wurde er führend in der internationalen Roten Hilfe aktiv, die kommunistische Gefangene, Flüchtlinge aus dem faschistischen Deutschland oder die Volksfront in Spanien unterstützte. 1945 begann seine Freundschaft mit Albert Camus. 1948 reiste er mit Camus ins von Frankreich geknechtete Algerien. Zu Guillouxs Freunden zählten auch der Philosoph Jean Grenier, der gleichfalls in Saint-Brieuc zur Schule gegangen war, und der Essayist Jean Guéhenno, mit dem er in regem Briefwechsel stand.
Nach der Befreiung Frankreichs dolmetschte Guilloux für die Besatzungsorgane der USA. Die dabei gemachten zwiespältigen Erfahrungen schlugen sich später in seinem kurzen Roman O.K. Joe! (1976), zudem in einer Arbeit von Alice Kaplan nieder. Kurz vor seinem Tod kann er noch seine Tagebücher bearbeiten und eine Ehrung seines alten Philosophielehrers veröffentlichen (1980). Er wird neben anderen prominenten Geistesgrößen auf dem Cimetière Saint-Michel seiner Geburtsstadt Saint-Brieuc beigesetzt. Dort und in Rennes sind verschiedene Straßen und Einrichtungen nach Louis Guilloux benannt.

## Auszeichnungen
- 1942 Prix Populiste für Le pain des reves (Das Brot der Träume)
- 1949 Prix Théophraste Renaudot für Le jeu de patience (Das Geduldspiel)
- 1967 Grand Prix National des Lettres für das Gesamtwerk
- 1973 Grand prix de littérature de l'Académie française
- 1978 Grand Aigle d’Or de la ville de Nice

## Werke
- La maison du peuple, Roman, 1927, deutsch Das Volkshaus, München 1981, Frankfurt/Main 1983[11]
- Dossier confidentiel, Roman, 1930.
- Compagnons, Erzählung, 1931, deutsch Gefährten, Zürich 1950[12]
- Hymenée, Roman, 1932.
- Le lecteur écrit, Roman, 1933.
- Angélina, Roman, 1934.
- Le sang noir, Roman, Paris 1935, deutsch Schwarzes Blut, Ostberlin 1973, München 1979 und 1981.[13]
- Histoires de brigands, Roman, Paris 1936
- Le pain des rêves. Roman, Paris 1942[14]
- Le jeu de patience, Roman, Paris 1949.[15]
- Absent de Paris, Roman, Paris 1952.
- Parpagnacco ou la conjuration, Roman, Paris 1954.
- Les batailles perdues, Roman, Paris 1960.
- Cripure, Roman, 1962 (Auszug aus Le sang noir).
- La confrontation, Roman, Paris 1967.[16]
- La Bretagne que j'aime. 1973, mit Pascal Hinous und Charles LeQuintrec
  - in Deutsch: Meine geliebte Bretagne. Bonn 1975
- OK Joe!, Roman, 1976
  - in Deutsch: Okay, Joe! Übers. Karl Heinrich. In: Französische Erzähler aus 7 Jahrzehnten, Bd. 1, Hgg. Frauke Rother, Klaus Möckel. Volk und Welt, 2. Aufl. Berlin 1985, S. 585–694
- Coco Perdu. Erzählung. Paris 1978
  - in Deutsch: Coco Perdu oder der unerwartete Abschied. Erzählung. (in Gestalt eines Selbstgespräches), München 1980, wieder Frankfurt 1982
- Souvenirs sur Georges Palante. Calligrammes, Quimper 1980
- Carnets 1921 – 1974. Tagebücher. 2 Bände 1978, 1982
- L'Herbe d'oubli. (Erinnerungen) 1984 (posthum)

Er schuf ferner Film-/Fernsehbearbeitungen von literarischen Klassikern, z. B. 1973 von Roger Martin du Gards Thibault.

## Film
- Roland Savidan, Florence Mahé: Louis Guilloux, l’Insoumis. Société des Amis de Louis Guilloux, R.S. productions, 70 min, 2009